# Comuna Hontivka, Cernivți
Hontivka (în ucraineană Гонтівка) este o comună în raionul Cernivți, regiunea Vinnița, Ucraina, formată din satele Hontivka (reședința), Kaminske, Kotlubaiivka și Vîșneve.

## Demografie
Componența lingvistică a satului Hontivka
     Ucraineană (99,34%)
     Alte limbi (0,65%)
Conform recensământului din 2001, majoritatea populației satului Hontivka era vorbitoare de ucraineană (99,34%), existând în minoritate și vorbitori de alte limbi.